# 本輪西展望所
本輪西展望所（もとわにしてんぼうしょ）は、北海道室蘭市本輪西町にある道央自動車道のパーキングエリア。上り線（函館・長万部方向）のみ設置。
パーキングとトイレのみの簡素な設備。

## 施設
- 駐車場[2]
  - 大型：7台
  - 小型：2台
  - 身障者用
    - 小型：1
- トイレ[2]
  - 男性：大1／小2
  - 女性：3
  - 身障者用
    - 共用：1
- 自動販売機
- 芝生広場[2]

## 隣
E5 道央自動車道
(16)室蘭IC - 本輪西展望所（上り線のみ） - (17)登別室蘭IC